# O Cavalo da Noite
O Cavalo da noite é o terceiro romance da tetralogia Um Cavalheiro da Segunda Decadência, do escritor brasileiro Hermilo Borba Filho (1917 — 1976).
Embora compondo uma tetralogia, tem vida independente. O cavalo da noite trata da vida de um intelectual nordestino na São Paulo dos anos 60 e traz uma reflexão sobre o ato de escrever um romance. Num trecho, o narrador explicita sua inquietação: "Atormentava-me com a impossibilidade de fazer do meu romance aquilo que eu imaginara a princípio, quando as letras não estavam no papel, meus fantasmas não eram uma força viva, as palavras não me obedeciam, as situações me escapavam, tudo porque estava cheio de livros, construindo um romance com os mesmos termos de Dumas, Hamsun, Tolstói, Faulkner, intoxicado de influências e com os olhos fitos na crítica e não na vida".